# Salerno
Salerno là một đô thị (comune) thuộc tỉnh Salerno trong vùng Campania của Ý. Salerno có diện tích 58 km2, dân số là 139.579 người (thời điểm ngày 31 tháng 7 năm 2010).
Nó nằm trên vịnh Salerno bên biển Tyrrhenia.
Salerno là đô thị chính của Costiera Amalfitana ("bờ biển Amalfi" bên Tyrrhenia, trong đó bao gồm các thị trấn nổi tiếng của Amalfi, Positano, và những thị trấn) và là chủ yếu được biết đến với Schola Medica Salernitana của nó (Đại học Y khoa đầu tiên của thế giới). Trong thế kỷ 16, dưới sự cai trị của gia đình Sanseverino, trong số các lãnh chúa phong kiến mạnh nhất ở miền Nam Italia, thành phố đã trở thành một trung tâm tri thức, văn hóa và nghệ thuật. à gia dòng họ này đã thuê nhiều trí thức vĩ đại nhất thời đó Sau đó, năm 1694, thành phố đã bị tấn công bởi một số trận động đất thảm khốc và các dịch bệnh, và sau đó một thời gian cai trị của Tây Ban Nha này sẽ kéo dài cho đến thế kỷ 18. Sau đó, Salerno trở thành một phần của nước Cộng hoà Parthenopea và trải qua một thời kỳ cai trị của Napoleon.